# إيست لايم (كونيتيكت)
إيست لايم (بالإنجليزية: East Lyme, Connecticut) هي معلم جغرافي تقع في الولايات المتحدة في كونيتيكت. يقدر عدد سكانها بـ 19,159 نسمة ومساحتها 108.8 كم2 وترتفع عن سطح البحر 64 متر.

## أعلام
- تشارلز دريك
- توم دانيلسون